# Церква й життя
«Церква і життя» було виданням Всеукраїнської Православної Церковної Ради, що спочатку виходило у Харкові (1927-1928), а згодом у Новому Ульмі та Чикаго (1957-1977). Містило офіційні матеріали, рецензії та проповіді, головним чином присвячені Українській Автокефальній Православній Церкві та її історії.

## «Церква й Життя» (Харків 1927—1928)
«Церква й Життя», орган УАПЦ, вид Всеукраїнської Церковної Православної Ради (її Комісії при харківській округовій Церковній Раді), виходив у Харкові 1927—1928, спочатку головним редактором був митрополит Василь Липківський, згодом відповідальний редактор — архієпископ Іван Павловський.
В журналі містився огляд праці Великих Мікійських зборів Всеукраїнської Православної Церковної Ради 1928.
Головні співробітники: В. Чехівський, В. Юхимович, архієпископ К. Малюшкевич, Костянтин Кротевич, М. Пивоваров та інші.
Журнал містив офіційні матеріали історії УАПЦ тощо.

## «Церква й Життя» (Новий Ульм, Чикаго 1957—1977)
«Церква й Життя» — двомісячник, орган Українського Православного Братства імені митрополита В. Липківського, неофіційний орган Української Автокефальної Православної Церкви (Соборноправної); виходив з 1957 у Новому Ульмі, 1971—1977 — у Чикаго (США).
Журнал містив багато матеріалів про УАПЦ 1921—1930 pp. і про митрополита В. Липківського.
Головний редактор — А. Яременко; співробітники: оо. П. Маєвський, О. Биковець, С. Кіндзерявий-Пастухів, І. Грушецький, С. Горданський та інші.
Вийшло 116 чч.
У видавництві «Церква й Життя» з'явилися «Проповіді на неділі й свята» митрополита В. Липківського.